# Маркиз Нортгемптон
Маркиз Нортгемптон (англ. Marquess of Northampton) — аристократический титул, созданный дважды в британской истории.

## Первая креация
Титул маркиза Нортгемптона был создан впервые в качестве пэрства Англии в 1547 году для Уильяма Парра (1513—1571), младшего брата Екатерины Парр, шестой и последней жены английской короля Генриха VIII Тюдора. Титул был аннулирован в 1554 году после вступления на трон королевы Марии Тюдор, но в 1559 году после воцарения английской королевы Елизаветы I он был возвращён. В 1571 году после смерти Уильяма Парра титул маркиза Нортгемптона прервался.

## Вторая креация

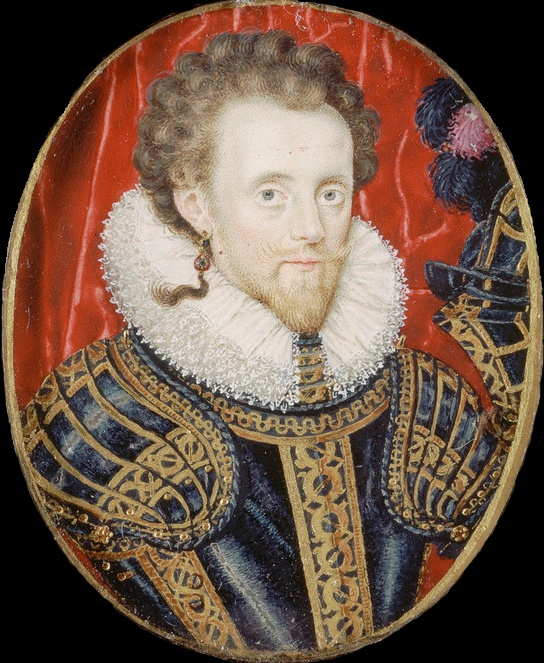
Сэр Уильям Комптон, 1-й граф Нортгемптон (умер в 1630)

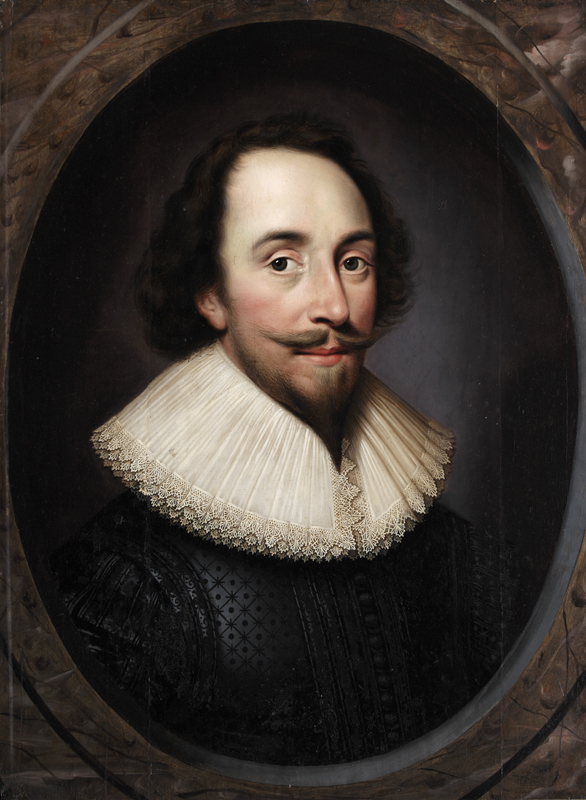
Спенсер Комптон, 2-й граф Нортгемптон (1601—1643)

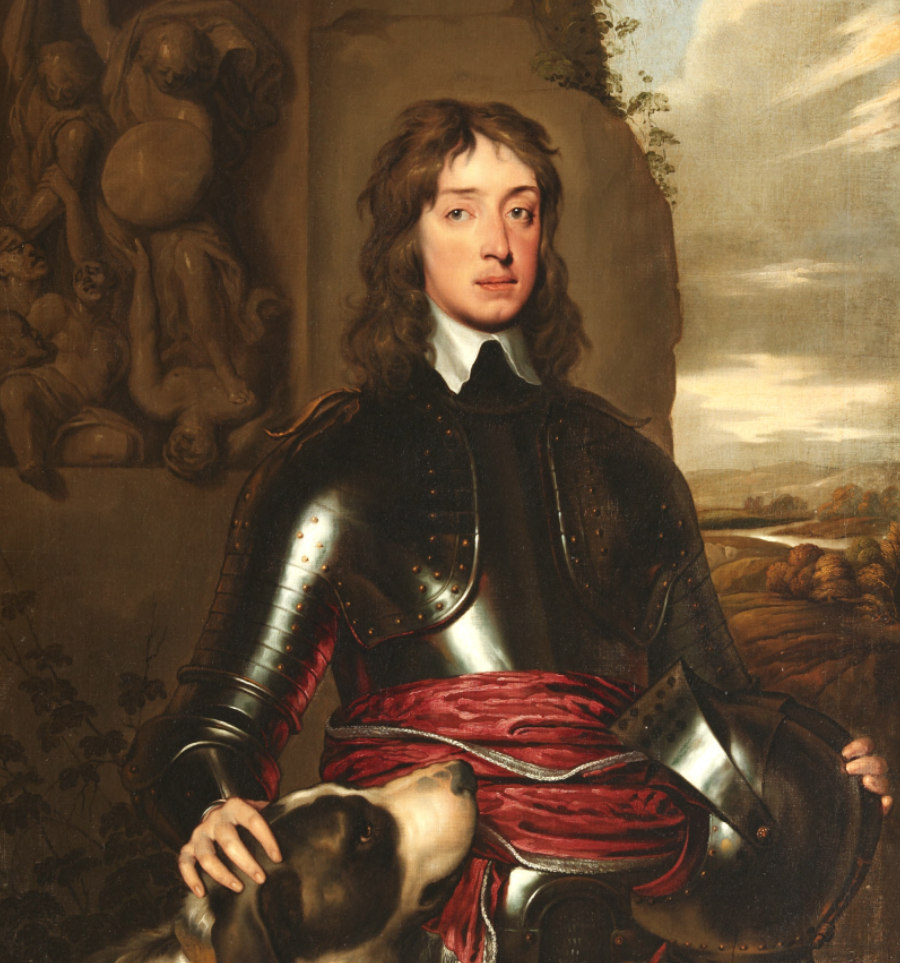
Джеймс Комптон, 3-й граф Нортгемптон (1622—1681)

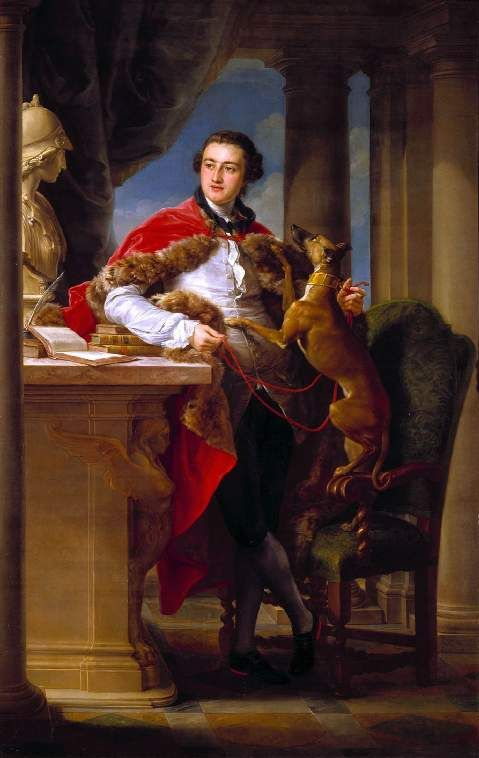
Чарльз Комптон, 7-й граф Нортгемптон (1737—1763)

Во второй раз титул маркиза Нортгемптона был создан в 1812 году для Чарльза Комптона, 9-го графа Нортгемптона (1760—1828). Семья Комптон происходит от сэра Генри Комптона, который в 1572 году был вызван в Палату лордов в качестве барона Комптона из Комптона в графстве Уорикшир (пэрство Англии). Лорд Комптон был одним из судей на судебном процессе по делу Марии Стюарт, королевы Шотландии. Ему наследовал его сын, Уильям Комптон, 2-й барон Комптон (умер в 1630). Он занимал должности лорда-лейтенанта Уорикшира (1603—1630), лорда-президента Уэльса (1617—1630), лорда-лейтенанта Глостершира (1622—1630) и лорда-лейтенанта Гламоргана и Монмунтшира (1629—1630). В 1618 году для него был создан графа Нортгемптона (пэрство Англии).
Сын Уильяма Спенсер Комптон, 2-й граф Нортгемптон (1601—1643) занимал пост мастера королевской мантии, участвовал в гражданской войне на стороне короля и погиб в битве при Хоптон-Хит. Ему наследовал сын Джеймс Комптон, 3-й граф Нортгемптон (1622—1681), тоже сражавшийся за короля и командовавший кавалерией в первой битве при Ньюбери в 1643 году. Он был лордом-лейтенантом Уорикшира (1660—1681), констеблем Лондонского Тауэра и лордом-лейтенантом Тауэр-Хамлетс (1675—1679). Старший сын Джеймса Джордж Комптон, 4-й граф Нортгемптон (1664—1727), тоже был констеблем Лондонского Тауэра и лордом-лейтенантом Тауэр-Хамлетс (1712—1715), лордом-лейтенантом Уорикшира (1686—1687, 1689—1715).
Старший сын Джорджа Джеймс Комптон, 5-й граф Нортгемптон (1687—1754) представлял Уорикшир в Палате общин (1710—1711), а в 1711 году, ещё при жизни отца, был вызван в Палату лордов в качестве барона Комптона. Он женился на Элизабет Ширли, 14-й баронессе Феррерс из Чартли (1694—1741), но умер, оставив только дочь Шарлотту (умерла в 1770). К ней перешёл титул барона Комптона, тогда как следующим графом Нортгемптон стал брат Джеймса Джордж (1692—1758).

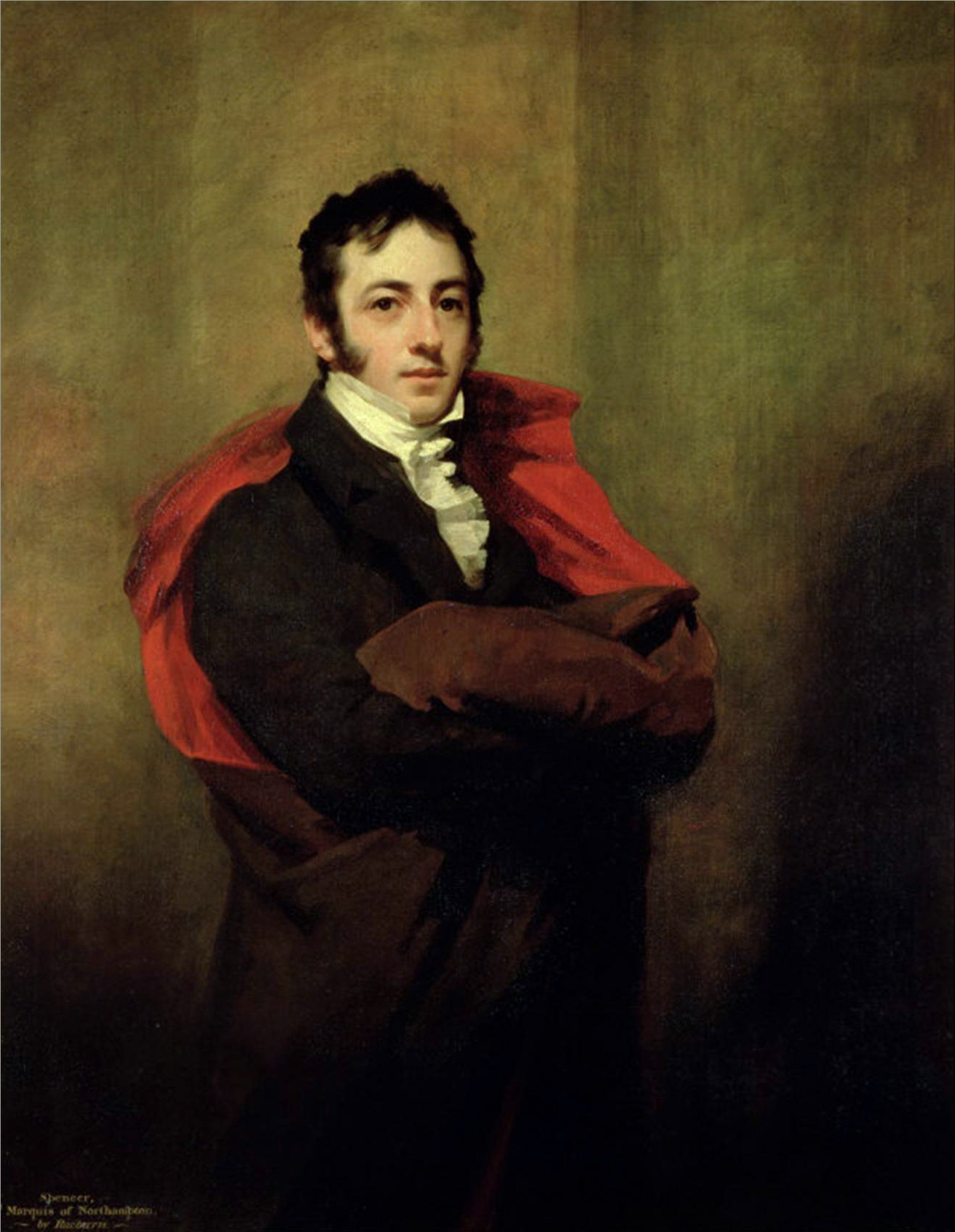
Спенсер Джошуа Алвин Комптон, 2-й маркиз Нортгемптон (1790—1851)

6-й граф умер бездетным, и ему наследовал в 1758 году племянник, Чарльз Комптон (1737—1763), а Чарльзу — его младший брат Спенсер (1738—1796). Последний представлял Нортгемптон в Палате общин (1761—1763), был лордом-лейтенантом Нортгемптоншира (1771—1796). Его сын, Чарльз Комптон, 9-й граф Нортгемптон (1760—1828), заседал в Палате общин от Нортгемптона (1784—1796) и служил лордом-лейтенантом графства Нортгемптоншир (1796—1828). В 1812 году для него были созданы титулы барона Уилмингтона из Уилмингтона в графстве Суссекс, графа Комптона из Комптона в графстве Уорикшир и маркиза Нортгемптона (пэрство Соединённого королевства).
Его преемником стал его сын, Спенсер Комптон, 2-й маркиз Нортгемптон (1790—1851). Он представлял Нортгемптон в Палате общин (1812—1820). 2-й маркиз запомнился как покровитель науки искусства. В 1838—1848 годах он занимал пост президента Королевского общества. Он также сыграл важную роль в помощи Колледжу преподавателей в Лондоне в получении королевской хартии. Лорд Нортгемптон женился на Маргарет Дуглас Маклин Клефан, дочери генерал-майора Дугласа Маклина Клефана. Ему наследовал его старший сын, Чарльз Дуглас-Комптон, 3-й маркиз Нортгемптон (1816—1877). В 1831 году он получил королевское разрешение на дополнительную фамилию «Дуглас». Его преемником стал его младший брат, Уильям Комптон, 4-й маркиз Нортгемптон (1818—1897). Он имел чин адмирала королевского флота. Он получил королевское разрешение на дополнительные фамилии «Маклин» (1851) и «Дуглас» (1878).
Ему наследовал второй сын, Уильям Джордж Спенсер Скотт Комптон, 5-й маркиз Нортгемптон (1851—1913). Он представлял в Палате общин Стратфорд-на-Эйвон (1885—1886) и Барнсли (1889—1897), а также служил лордом-лейтенантом Уорикшира (1912—1913).
По состоянию на 2024 год, обладателем маркизата являлся его внук, Спенсер Дуглас Дэвид Комптон, 7-й маркиз Нортгемптон (родился в 1946), который наследовал своему отцу в 1978 году.

## Другие известные члены семьи Комптон
- Генри Комптон (1632—1713), епископ Лондонский (1675—1713), шестой сын 2-го графа Нортгемптона
- Спенсер Комптон, 1-й граф Уилминтон (1673—1743), премьер-министр Великобритании (1742—1743), третий сын 3-го графа Нортгемптона
- Кэтрин Комптон (ум. 1784), баронесса Арден с 1770 года, дочь достопочтенного Чарльза Комптона, третьего сына 4-го графа Нортгемптона. Жена Джона Персиваля, 2-го графа Эгмонта (1711—1770), и мать Спенсера Персиваля (1762—1812), премьер-министра Великобритании (1809—1812)
- Лорд Алвин Комптон (1825—1906), епископ Илийский (1886—1904), четвертый сын 2-го маркиза Нортгемптона
- Лорд Алвин Комптон (1855—1911), юнионистский политик, третий сын 4-го маркиза Нортгемптона
- Эдвард Роберт Фрэнсис Комптон (1891—1977), майор британской армии, старший сын предыдущего. Был женат на Сильвии (1899—1950), дочери подполковника Александра Холдейна Фаркухарсона из Инверколда (1867—1936)
- Алвин Артур Комптон (род. 1919), старший сын предыдущего, получил титул лорда Лайона и фамилию «Фаркухарсона из Инверколда», став вождем клана Фаркусхарсона в 1949 году.

## Имения

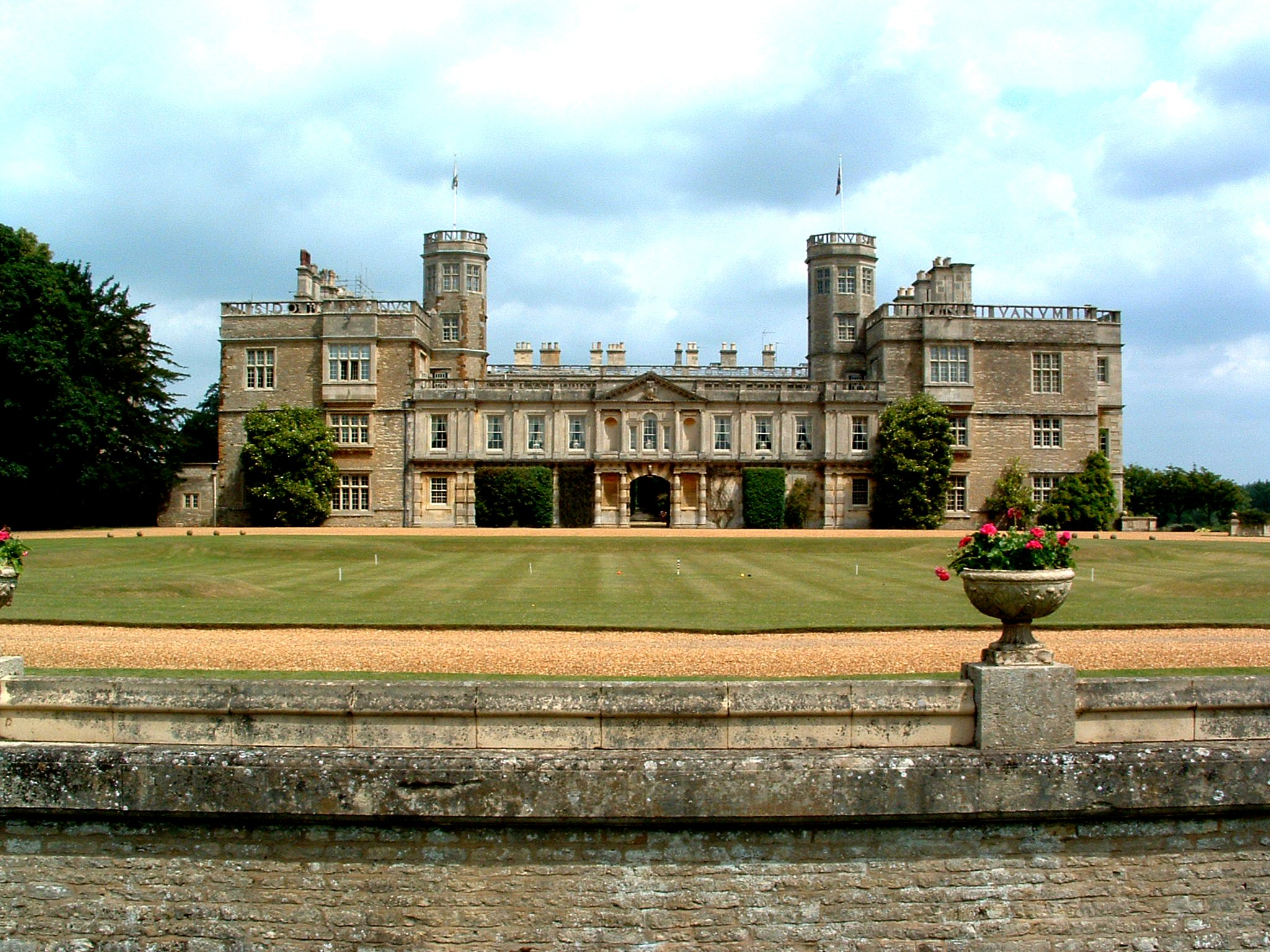
Замок Эшби в Нортгемптоншире

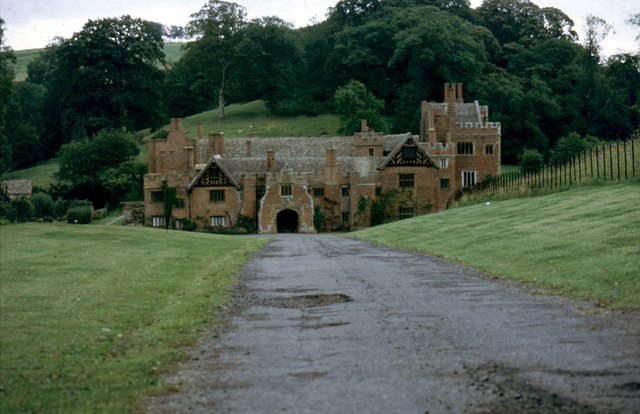
Комптон Уайнайтс в Уорикшире

Семья Комптон владеет семью крупными поместьями. Главные из них — замок Эшби в Нортгемптоншире и Комптон Уайнайтс в Уорикшире. Семья также владеет землей и имуществом, в том числе башней Кэнонбери 16 века в Кэнонбери (район Ислингтон, Северный Лондон), где многие улицы названы в честь названий, связанных с семьей Комптон. Это: Алвин-роуд, Бингем-стрит, Комптон-роуд, Дуглас-роуд, Нортгемптон Плейс, Спенсер-плейс, Уилмингтон-сквер в Кларкенуэлле.

## Маркизы Нортгемптон, первая креация (1547)
- 1547—1553, 1559—1571: Уильям Парр, маркиз Нортгемптон (14 августа 1513 — 28 октября 1571), также граф Эссекс (1543—1553, 1559—1571), единственный сын сэра Томаса Парра (ок. 1483—1517) и Мод Грин (1495—1531).

## Бароны Комптон (1572)
- 1572—1589: Генри Комптон, 1-й барон Комптон (16 февраля 1537 — 10 декабря 1589), единственный сын Питера Комптона (умер в 1538/1539) и Энн Тальбот;
- 1589—1630: Уильям Комптон, 2-й барон Комптон (ок. 1568 — 24 июня 1630), единственный сын предыдущего от первого брака, 1-й граф Нортгемптон с 1618 года.

## Графы Нортгемптон (1618)
- 1618—1630: Уильям Комптон, 1-й граф Нортгемптон (ок. 1568 — 24 июня 1630), единственный сын Генри Комптона, 1-го барона Комптона от первого брака;
- 1630—1643: Спенсер Комптон, 2-й граф Нортгемптон (май 1601 — 19 марта 1643), единственный сын предыдущего;
- 1643—1681: Джеймс Комптон, 3-й граф Нортгемптон (19 августа 1622 — 15 декабря 1681), старший сын предыдущего;
- 1681—1727: Джордж Комптон, 4-й граф Нортгемптон (18 октября 1664 — 15 апреля 1727), старший сын предыдущего;
- 1727—1754: Джеймс Комптон, 5-й граф Нортгемптон (2 мая 1687 — 3 октября 1754), старший сын предыдущего;
- 1754—1758: Джордж Комптон, 6-й граф Нортгемптон (1692 — 6 декабря 1758), второй сын 4-го графа Нортгемптона;
- 1758—1763: Чарльз Комптон, 7-й граф Нортгемптон (22 июля 1737 — 18 октября 1763), старший сын Чарльза Комптона (ум. 1755) и внук 4-го графа Нортгемптона;
- 1763—1796: Спенсер Комптон, 8-й граф Нортгемптон (16 августа 1738 — 7 апреля 1796), младший брат предыдущего;
- 1796—1828: Чарльз Комптон, 9-й граф Нортгемптон (24 марта 1760 — 24 мая 1828), единственный сын предыдущего, маркиз Нортгемптон с 1812 года.

## Маркизы Нортгемптон, вторая креация (1812)
- 1812—1828: Чарльз Комптон, 1-й маркиз Нортгемптон (24 марта 1760 — 24 мая 1828), единственный сын 8-го графа Нортгемптона;
- 1828—1851: Спенсер Комптон, 2-й маркиз Нортгемптон (2 января 1790 — 17 января 1851), второй сын предыдущего;
- 1851—1877: Чарльз Дуглас-Комптон, 3-й маркиз Нортгемптон (22 мая 1816 — 3 марта 1877), старший сын предыдущего;
- 1877—1897: Уильям Комптон, 4-й маркиз Нортгемптон (20 августа 1818 — 11 сентября 1897), младший брат предыдущего;
- 1897—1913: Уильям Комптон, 5-й маркиз Нортгемптон (23 июня 1851 — 15 апреля 1913), второй сын предыдущего;
- 1913—1978: Уильям Комптон, 6-й маркиз Нортгемптон (6 августа 1885 — 30 января 1978), старший сын предыдущего;
- 1978 — настоящее время: Спенсер Комптон, 7-й маркиз Нортгемптон (род. 2 апреля 1946), старший сын предыдущего;
  - Наследник: Дэниел Бингхэм Комптон, граф Комптон (род. 16 января 1973), единственный сын предыдущего от первого брака;
    - Наследник наследника: Генри Дуглас Хангерфорд Комптон, лорд Уилмингтон (род. 2018), единственный сын предыдущего.